# 春日村 (岐阜県)

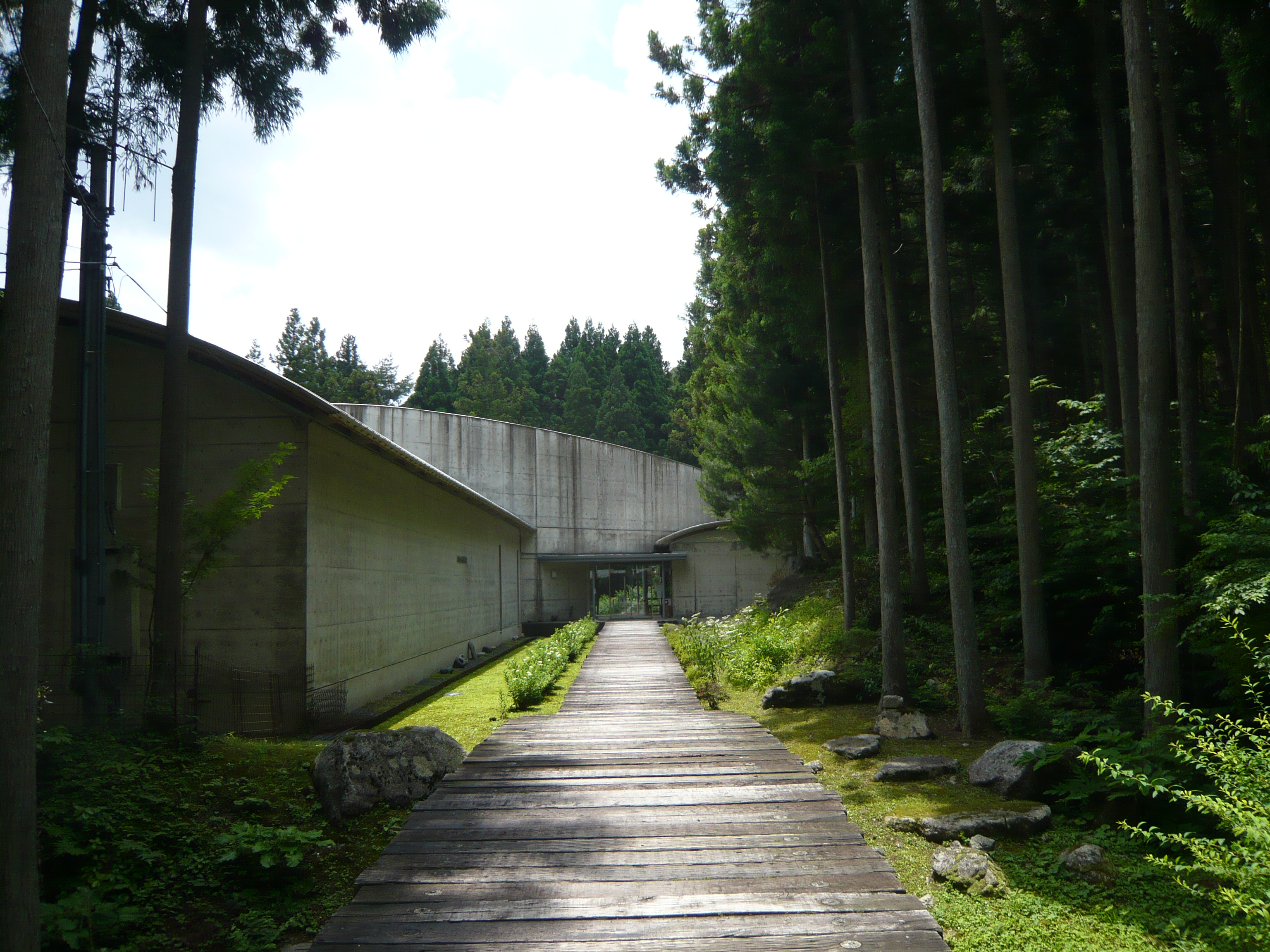
森の文化博物館（旧春日村美束）

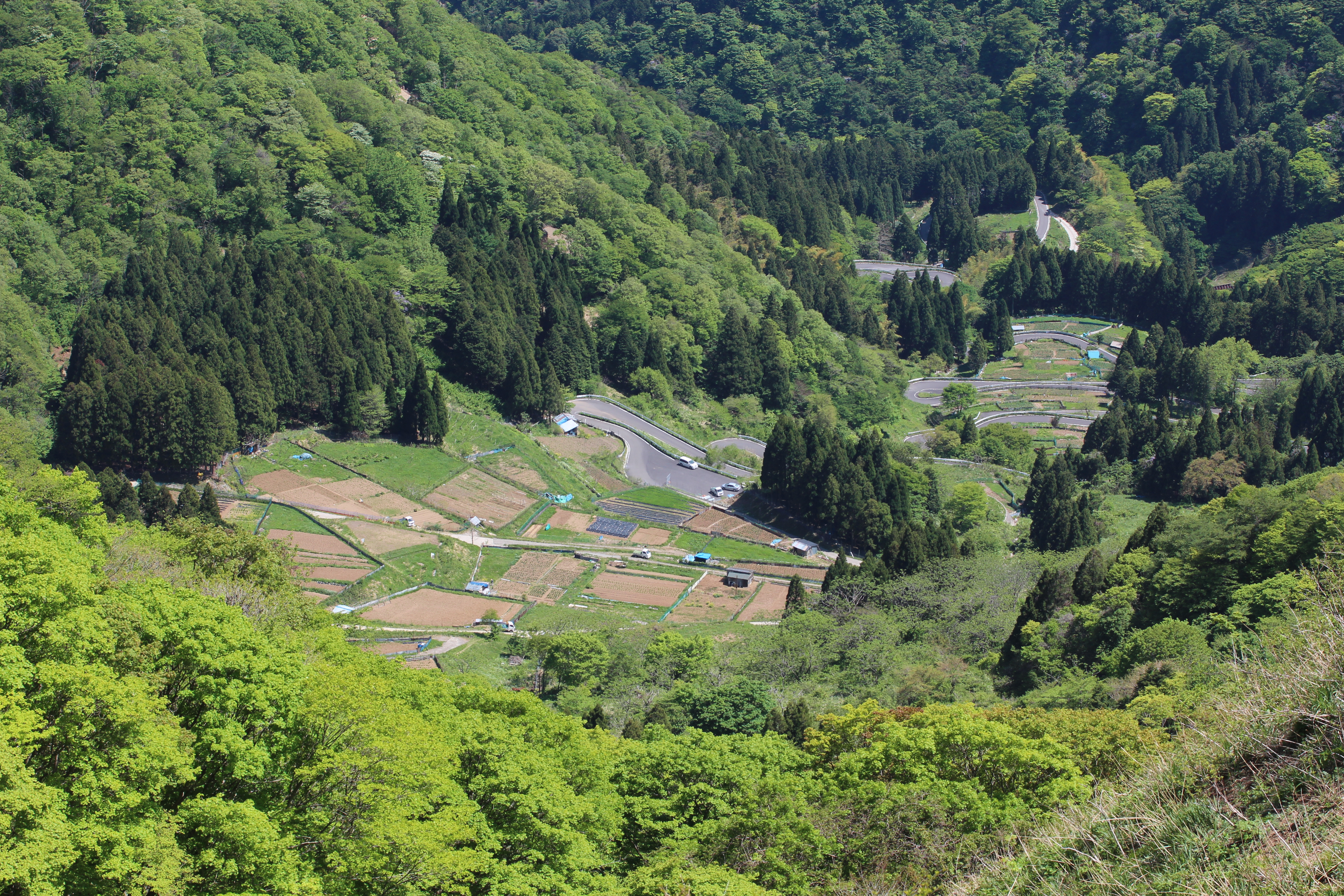
伊吹山北尾根から望む笹又（岐阜県揖斐川町春日）の農地

春日村（かすがむら）は、岐阜県揖斐郡にあった村である。2005年1月31日に揖斐郡の6町村と合併し揖斐川町となった。

## 地理
岐阜県の最西端に位置し、滋賀県と接している。高山に囲まれており、滋賀県側には伊吹山がある。村の中心部を粕川（揖斐川支流）が流れている。

### 隣接していた自治体
- 揖斐郡揖斐川町、池田町、久瀬村、坂内村
- 不破郡垂井町、関ケ原町
- 滋賀県坂田郡伊吹町

## 歴史

### 沿革
- 1889年（明治22年）7月1日 町村制の施行により、池田郡六合村、美束村、川合村、香六村、小宮神村、中山村が合併し、村制施行して春日村が成立[1]。
- 1897年（明治30年）4月1日[2] - 大野郡の一部と池田郡が合併して揖斐郡となる。本村は揖斐郡に属する[1]。
- 2005年（平成17年）1月31日 （旧）揖斐川町・谷汲村・春日村・久瀬村・藤橋村・坂内村が合併し揖斐川町となった。

## 行政
- 村長：樋口直嗣（1983年2月17日〜2005年1月30日）

## 教育

### 中学校
- 春日村立春日中学校

### 小学校
- 春日村立春日小学校

### 2005年以前に廃校となった小中学校
- 春日村立中央中学校（1964年廃校）
- 春日村立六合中学校（1964年廃校）
- 春日村立美束中学校（1964年廃校）
- 春日村立六合小学校（1986年廃校）
  - 春日村立六合小学校谷山分校（1965年休校、1967年廃校）
- 春日村立美束小学校（1986年廃校）
- 春日村立中央小学校（1986年廃校）
  - 春日村立中央小学校古屋分校（1986年廃校）

## 交通

### 鉄道
- 春日村内に鉄道路線なし

### 道路
高速道路
- 村内に高速道路はなし。

一般国道
- 村内に一般国道はなし。

主要地方道
- 岐阜県道32号春日揖斐川線

一般県道
- 岐阜県道257号川合垂井線

有料道路
- 伊吹山ドライブウェイ(通過のみ)

長距離自然歩道
- 東海自然歩道

## 名所・旧跡・観光スポット
- かすがモリモリ村
- 国見岳スキー場
- さざれ石公園（「君が代」参照）
- 森文化博物館